# Cenocoelius minerva
Cenocoelius minerva är en stekelart som beskrevs av Saffer 1982. Cenocoelius minerva ingår i släktet Cenocoelius och familjen bracksteklar. Inga underarter finns listade.